# Single MMXVI (Pesha Song)
Single MMXVI o Pesha Song es un sencillo del Grupo Evergreen lanzado el 4 de abril de 2016.
La canción de este sencillo (Ladrando a mi Lado) está dedicada a Pesha, Mascota de Shosu; en cuanto a lo musical se puede observar una mejora en el sonido del grupo y una posible idea de como será TDK.

## Lista de canciones
1. Ladrando a mi Lado (Shosu Diaz)

## Músicos
- Shosu Diaz- Guitarra & Voz
- Ezequiel Mond- Bajo & coros
- Tomas Moreno- Guitarra líder
- Pablo "Vicko" Rodriguez- Batería

- Datos: Q30919200